# Psychologie féministe
 (février 2022).
Motif : sourçage et traductions à revoir ou réécriture à envisager
 (novembre 2024).
 (août 2021).
La psychologie féministe est une forme de psychologie centrée sur le rapport entre  genre et structures sociales. Cette psychologie critique la recherche historique en psychologie qui considère le masculin comme une norme et est centrée sur celui-ci. La psychologie féministe est orientée sur les valeurs et les principes du féminisme.
Il existe de nombreuses questions liées au genre : l'identité de genre, avec, par exemple, le genre masculin, féminin, la non-binarité, la transidentité ou la cisidentité ; la hiérarchie des genres, dont les rôles de genre stéréotypés ; etc.  
L'objectif principal de ce domaine d'étude est de comprendre l'individu dans les aspects sociaux et politiques plus larges de la société. Alors que la psychanalyse est une méthode clinique ou thérapeutique, la psychologie féminisme est une stratégie politique, notamment en termes de droit des femmes.

## Histoire

### Psychanalyse féministe
La fondation d'un mouvement féministe en psychanalyse est attribuée à la psychiatre et psychanalyste Karen Horney. Dans son livre, Feminine Psychology (recueil d'essais de 1922 à 1937), elle aborde les idées reçues sur les femmes, leurs relations et l'effet de la société sur la psychologie féminine[réf. souhaitée]. En désaccord sur de nombreux points avec la psychanalyse de Sigmund Freud, elle considère que la discipline, fondée par des hommes, ne permet pas de comprendre la psychologie féminine. La psychologie féminine néo-freudienne que Horney propose s'inscrit notamment en réaction au biologisme présent dans l'approche de Karl Abraham, un proche collaborateur de Freud.
Dans le contexte français, la psychanalyse est peu investie par les mouvements féministes, qui lui reprochent, entre autres, d'instaurer des normes hiérarchiques qui perpétuent la domination patriarcale. À partir des années 1970, un mouvement féministe en psychanalyse émerge en France, avec pour figure majeure Antoinette Fouque, militante du Mouvement de libération des femmes (MLF). Lectrice de Freud et de Jacques Lacan, elle propose d'approfondir leurs lectures du développement féminin et d'évaluer la misogynie par des outils psychanalytiques. Dans Il y a deux sexes : essais de féminologie, elle renverse le motif freudien de l'envie du pénis, et elle développe l'idée selon laquelle la misogynie trouve son origine dans une "envie de l'utérus".
Sur le terrain de la pensée critique, les concepts issus de la psychanalyse sont employés par des critiques et penseuses comme Simone de Beauvoir, Luce Irigay, Julia Kristeva, Hélène Cixous ou Judith Butler.

### Fonctionnalisme, darwinisme et psychologie des femmes
La psychologie féminine est peu présente dans les débuts de la psychologie. D'après Ruck, dans son ouvrage de 2015, de nombreuses femmes ne se sont pas battues contre l'oppression, faute d'une conscience d'être opprimées. Une fois le mouvement fonctionnaliste apparu aux États-Unis, l'étude de la psychologie universitaire sur la différence des genres et une psychologie prototypique de la femme se développent.

### Anti-féminisme après la Seconde Guerre mondiale
En 1942, le psychiatre américain Edward Stracker fait du « mamanisme » (momism en anglais) un syndrome pathologique officiel dans le cadre de l'Association américaine de psychologie (APA). Selon lui, le pays est menacé parce que les mères ne se déconnectent pas émotionnellement de leurs enfants à un âge assez jeune et que le matriarcat affaiblit les jeunes hommes qui perdent leur « pouvoir masculin ». Cette théorie alimente un mouvement anti-féministe pour lequel les femmes ont besoin d'une psychothérapie pour soulager leur maladie mentale et prévenir davantage la propagation du maternalisme. Toujours d'après cette théorie, le fait, pour une femme, de choisir une carrière plutôt que le rôle traditionnel de mère et épouse au foyer constitue une menace pour la famille. Le bonheur des femmes n'est alors pas pris en compte. Les femmes indépendantes en pensée et en acte condamnent la nation et son avenir : les femmes masculines et hommes féminisés sont donc dangereux. Si Constantinople et Bem conviennent tous deux qu'hommes comme femmes possèdent la masculinité et la féminité, avoir les deux est « psychologiquement androgyne » et doit être évalué et traité psychologiquement.

### Recherche sur le genre dans les années 1960 et 1970
Esther Greenglass déclare qu'en 1972, ce sont les hommes qui dominent la psychologie, les femmes en étant exclues. L'emploi du terme femme en psychologie est prohibé, les hommes refusant d'être exclus du récit. L'article d'Unger, « Vers une redéfinition du sexe et du genre », indique que l'emploi du terme genre constitue une distinction entre sexe (de l'ordre du biologique) et genre (de l'ordre du psychologique) . D'après Esther Greenglass, la psychologie des femmes est féministe car les femmes sont différentes des hommes et le comportement des femmes ne peut être compris en dehors de son contexte. 
Les féministes obligèrent les psychanalystes à considérer les implications de l'une des propositions les plus intransigeantes de Freud : « que les êtres humains se composent d'hommes et de femmes et que cette distinction est la plus significative qui existe ». Dans Liberating Minds: Consciousness-Raising as a Bridge Between Feminism and Psychology in 1970s Canada, Nora Ruck et « la féministe radicale américaine Irene Peslikis avertissent que le fait d'assimiler la libération des femmes à la thérapie individuelle empêche les femmes de vraiment comprendre et de combattre les racines de leur oppression ». Le Canada est alors un des rares pays à avoir un cursus universitaire en psychologie féministe. Se fondant sur des groupes de sensibilisation, Consciousness Raising (CR) pour construire ce mouvement, Ruck estime que le processus tient à « combler les tensions » entre le personnel et le politique. Le développement de la CR en tant que méthode politique à part entière est largement attribuée au collectif féministe radical de New York « Redstockings » (Echols, 1989). La CR est également liée au féminisme radical, qui vise à éliminer la discrimination et la ségrégation fondées sur le genre. Un mouvement populaire comme le féminisme socialiste maintient que l'oppression des femmes n'est pas un sous-produit de l'oppression capitaliste mais une « cause principale » (Koedt, 1968).

## Femmes et marché du travail

### Évolution générale
La capacité d'aimer et de travailler, facteurs de bien-être psychique selon Freud, est déniée aux femmes : celles qui veulent travailler sont dites atteintes d'un complexe de masculinité ou d'un désir masculin.
Entre 1970 et 1980, le pourcentage de femmes travaillant à l'extérieur du foyer passe de 43 à 51, aux États-Unis. En dépit des difficultés d'être à la fois mères et travailleuses, les femmes peuvent s'épanouir sans enfants. On compte en 2013, 2,1 femmes sur le marché du travail pour un homme, changement radical par rapport au temps de Freud.

### Dans le domaine psychologique
Les femmes continuent de représenter un grand pourcentage de la main-d'œuvre dans les emplois du domaine psychologique. C'est ainsi qu'en 2005, 58,2 pour cent des postes en psychologie aux États-Unis d'Amérique sont occupés par des femmes, et en 2013, 68,3 pour cent. 
Sont aussi considérés comme main-d’œuvre les psychologues semi-retraités ; cependant, les femmes dépassent toujours les hommes lorsqu'on compare les psychologues actifs et ont un pourcentage inférieur à celui des hommes pour les psychologues semi-retraités et retraités. Le Comité des femmes en psychologie (CWP) est fondé en 1973, ayant pour mission « de faire progresser la psychologie en tant que science et profession »  en veillant à ce que les femmes dans toute leur diversité atteignent l'égalité au sein de la communauté psychologique et dans la société en général. Il existe également des revues qui se concentrent sur les femmes en psychologie, comme SAGE, qui est reconnue par l'APA. La revue SAGE publie des articles sur la santé mentale des femmes sur le marché du travail et sur la situation des mères célibataires dans le pays, qui sont tous des sujets courants dans le féminisme. Ces mouvements qui se sont produits au fil du temps montrent un changement de culture clair par rapport aux conceptions du temps de Freud, où les femmes sont non seulement incluses, mais font aussi partie de tous les aspects de la main-d'œuvre de la psychologie.

## Organisations

### Association for Women in Psychology
L'Association pour les femmes en psychologie (Association for Women in Psychology) est créée en 1969 en réaction au manque visible d'implication de l'American Psychological Association dans le mouvement de libération des femmes. Il s'agit de lutter et de sensibiliser aux problématiques féministes dans le domaine de la psychologie.

### Society for the Psychology of Women
La Society for the Psychology of Women est créée en 1973, afin d'offrir informations et ressources dans le domaine de la psychologie des femmes. Elle cherche ainsi à introduire des problématiques féministes dans l'enseignement et la pratique de la psychologie.

### Section on Women and Psychology
La Société canadienne de psychologie a une section spécialisée sur les femmes en psychologie, Section on Women and Psychology (SWAP), qui vise « à faire progresser la condition des femmes en psychologie, promouvoir l'équité pour les femmes en général et éduquer les psychologues et le public sur des sujets pertinents pour les femmes et les filles ». SWAP soutient des projets tels que Psychology's Feminist Voices. Le Journal of Diversity in Higher Education indique que les femmes psychologues sont souvent considérées comme inefficaces en raison de leur faible contribution à la productivité scientifique. Par conséquent, les femmes ont tendance à être cantonnées à des postes inférieurs à leurs homologues masculins, même si elles sont titulaires d'un doctorat.

### Psychology of Women and Equalities Section
La section Psychologie et égalité des femmes de la British Psychological Society (BPS) est créée en 1988 pour rassembler toutes les personnes qui s'intéressent à la psychologie des femmes, pour fournir un forum pour soutenir la recherche, l'enseignement et la pratique professionnelle, et pour une prise de conscience des inégalités. Cette section est ouverte à tous les membres de la BPS.

## Recherches
(août 2021).
Le contenu est difficilement compréhensible vu les erreurs de traduction, qui sont peut-être dues à l'utilisation d'un logiciel de traduction automatique.

### Émotion
Les différences des émotions en fonction du genre constitue un sujet majeur en psychologie féministe. De manière générale, les psychologues féministes considèrent l'émotion comme culturellement déterminée et affirment que les différences se situent dans l'expression des émotions plutôt que dans l'expérience individuelle. Les normes d'expressions émotionnelles, dotées d'une valeur sociale, déterminent l'acceptabilité des comportements et attitudes en société.
D'après les stéréotypes sociaux, les femmes sont les plus émotives. Cependant, les psychologues féministes soulignent que seules des émotions dites "passives", comme la tristesse, la joie, la peur et la surprise sont attribuées aux femmes. À l'inverse, les hommes sont considérés comme les plus susceptibles d'exprimer des émotions de nature plus dominante, comme la colère. Les psychologues féministes estiment que la socialisation des hommes et des femmes les détermine à exprimer leurs émotions différemment. A titre d'exemple, dès la petite enfance, les mères utilisent plus d'expressions faciales lorsqu'elles parlent aux bébés de sexe féminin et utilisent un vocabulaire plus émotionnel dans les échanges avec elles à mesure qu'elles vieillissent.
Les filles et les garçons sont socialisés dans leurs contacts avec leurs pairs. Pourtant, alors que les filles sont récompensées pour leur sensibilité et leurs émotions, les garçons sont récompensés pour leur tendance à vouloir dominer et pour un manque d'expression émotionnelle. Des psychologues remarquent aussi que les femmes, dans l'ensemble, sont plus douées pour décoder les émotions exprimées par des indices non verbaux (expression faciale, ton de la voix, posture). Des études montrent des différences entre les sexes dans la capacité de décodage dès l'âge de 3 ans et demi. Dans le livre Man and Woman, Boy and Girl, on demande à des patients intersexes d'expliquer pourquoi, de leur point de vue, les facteurs sociaux sont plus importants que les facteurs biologiques dans l'identité de genre et l'assignation de rôles sociaux en fonction du genre. Ainsi, cet ouvrage replace au centre de la réflexion les questions autour de l'inné et de l'acquis (Money & Ehrhardt, 1972).

### Accès aux postes à responsabilités
Plusieurs disciplines des sciences humaines étudient le plafond de verre, les barrières invisibles mais puissantes qui empêchent les femmes de dépasser un certain échelon de responsabilité que ce soit dans le domaine public ou privé. 
Selon le Département américain du Travail, les femmes aux États-Unis représentent 47 % de la main-d'œuvre en 2010 mais seulement un petit nombre d'entre elles atteint des responsabilités élevées dans les entreprises : les femmes ne représentent que 5 % des PDG du Fortune 500 (en 2014) ; 19 % des membres du conseil d'administration des sociétés du S&P 500 (en 2014) ; 26 % des présidents d'université ; en 2017, dans les organes gouvernementaux américains, les femmes représentent 19,1 % des représentants américains, 21 % des sénateurs américains, 8 % des gouverneurs des États et des pourcentages tout aussi faibles d'élus des États, les femmes de couleur sont encore moins représentées, les États-Unis sont en retard par rapport aux autres pays en ce qui concerne la parité entre les sexes dans la représentation gouvernementale, selon le Global Gender Gap Report de 2014, les États-Unis se classent au 33e rang sur 49 pays dits « à revenu élevé » et au 83e rang sur les 137 pays étudiés.
« Les femmes affiliées à l'Académie américaine de psychanalyse figurent parmi les premières à s'intéresser à des sujets tels que la peur du succès des femmes et les penchants envers la dépendance névrotique. Ils ont reconnu les forces culturelles entravant le progrès des femmes dans les domaines non domestiques, en particulier les pressions inhérentes à une société dominée par les hommes » (Buhl, 1998). Plutôt que d'attribuer la responsabilité aux femmes, les psychologues enquêtent sur les structures empêchant le progrès des femmes dans les sphères publiques. 
De plus, les femmes subissent aussi un « effet plancher collant » (sticky floor effect), qui désigne également une impossibilité à atteindre un poste plus élevé, tel le « mur maternel » après la naissance d'un enfant. Le patriarcat qualifie les femmes de « facilitatrices nourrissantes » : jouant ce rôle, elles sont trop fragiles pour travailler sans être affectées (Buhl, 1998). Le fait que, dans les entreprises, les employés avec le plus d'ancienneté n'aident pas les plus jeunes à être promus y contribue. Parce que les femmes sont moins nombreuses que les hommes dans les postes supérieurs, l'aide apportée aux femmes du bas de la hiérarchie pour être promues est moins forte. Les différences culturelles, les stéréotypes et les menaces perçues sont aussi limitants. Si les femmes montrent un peu de sensibilité, elles sont stéréotypées comme étant trop émotives, traits qui sont, le plus souvent, caractérisés comme incompatibles avec des postes élevés. Cependant, si une femme affiche des traits masculins, elle est décrite comme agressive. Les femmes sont considérées comme moins compétentes lorsqu'elles présentent des traits « non féminins » et ne sont pas prises au sérieux. Ces femmes ne se vantent pas de leurs réalisations et se sentent coupables de ne pouvoir dépasser les stéréotypes de l'émotion et de la pensée féminines afin de devenir masculines dans leur travail, simplement pour réussir ou essayer d'être égales aux hommes. Les femmes suivant une carrière professionnelle élevée, dont le statut dépend de l'appropriation de traits masculins, souffrent fréquemment de dépression (Buhl, 1998). Des recherches récentes établissent un lien entre le concept de menace du stéréotype et les motivations des filles à éviter le succès voire la participation à certains domaines masculins en raison d'obstacles réels ou perçus (par exemple, Spencer et al. 1999).
Les différences culturelles entre cadres et employés forment une autre source de discrimination et de stress. Par exemple, si un manager est blanc et a un subalterne de couleur, les incompréhensions ou le manque de respect sont sources de difficultés, ce qui rend difficile la progression de l'employé. La représentation normée de l'identité de genre est blanche et de classe moyenne. Les femmes blanches sont décrites comme intelligentes, manipulatrices et privilégiées par les femmes noires, qui sont décrites comme fortes et déterminées, d'après l'ouvrage de 2002 de Burack. « Voilà, la peur blanche de la colère noire », est-il écrit dans le Ladies Home Journal (Edwards 1998 : 77). Les difficultés au travail ne désignent pas tant le harcèlement que la peur, pour les hommes d'être supplantés par les femmes, ce qui sera d'autant plus prégnant qu'elles sont nombreuses. Dans une étude portant sur 126 chefs d'entreprises masculins, on leur demande d'estimer le nombre de femmes sur leur lieu de travail et de dire s'ils pensent ou non que les hommes sont désavantagés. Les hommes qui répondent que les femmes sont nombreuses se sentent menacés quant à la sécurité de leur emploi (Beaton et al., 1996). Alice Eagly et Blair Johnson (1990) notent de légères différences entre hommes et femmes dans leur style de leadership. Les femmes au pouvoir sont perçues comme plus démocratiques, les hommes comme plus autocratiques . En réalité, les hommes et les femmes sont également efficaces dans leurs styles de leadership. Une étude d'Alice Eagly (Eagly, Karau et Makhijani, 1995) ne trouve aucune différence globale dans l'efficacité des dirigeants masculins et féminins,,,.

### Violence
La violence sexiste se produit fréquemment sous forme de violence domestique, de harcèlement sexuel, d'abus sexuel dans l'enfance, d'agression sexuelle et de viol. Ces violences ne sont pas limitées par l'ethnie, la situation économique, l'âge ou le lieu. Les femmes peuvent être maltraitées par des étrangers, mais le plus souvent, l'agresseur appartient à l'entourage de la victime. La violence peut avoir des effets à court et à long terme sur les femmes qui réagissent de différentes manières. Elles peuvent ainsi exprimer peur, anxiété et colère, nier ce qui s'est produit et cacher leurs sentiments, ou culpabiliser et se convaincre qu'elles ont mérité ce qui leur arrivaient. Parmi les victimes de violence, les troubles psychologiques tels que le trouble de stress post-traumatique et la dépression sont répandus. En plus des ramifications psychologiques, de nombreuses femmes subissent également des blessures physiques qui nécessitent des soins médicaux,,.

### Théorie relationnelle-culturelle
La théorie relationnelle-culturelle se fonde sur les travaux de Jean Baker Miller, dont le livre Toward a New Psychology of Women indique que « l'extension des relations sociales est une nécessité humaine centrale et que les déconnexions sont la source de problèmes psychologiques ».
Inspirée par la Femme mystifiée de Betty Friedan et d'autres classiques féministes des années 1960, la théorie relationnelle-culturelle affirme que « l'isolement est l'une des expériences humaines les plus dommageables et que se reconnecter avec d'autres personnes permet d'y remédier » ; les thérapeutes doivent ainsi « entretenir une atmosphère d'accueil empathique du patient, au prix, si nécessaire, de la neutralité du thérapeute ».

### Psychologie féministe transnationale
En 2008, Arnett constate que la plupart des articles dans les revues de l'American Psychological Association concerne les populations américaines alors que les citoyens américains ne représentent que 5% de la population mondiale. Or, selon lui, il n'est pas démontré que les processus psychologiques soient universels, de sorte que ne traiter que de la population américaine est un biais. 
En 2010, Henrich, Heine et Norenzayan en signalent également un dans la conduite d'études de psychologie avec des participants des sociétés occidentales, éduquées, industrialisées, riches et démocratiques, soit seulement un huitième des personnes vivant dans le monde, 60 à 90 % des études de psychologie les concernent. Dans la mesure où les principes obtenus par des études portant sur ces personnes sont appliqués dans la recherche, sur des personnes du monde entier, Arnett (2008), Altmaier et Hall (2008) et Morgan-Consoli et al. (2018) considèrent le biais occidental comme un problème,,.
Le terme de « psychologie féministe transnationale » est inventé par Kurtis, Adams, Grabe et Else-Quest : il s'agit d'appliquer le féminisme intersectionnel à la psychologie, et de comprendre les conséquences de la colonisation, de l'impérialisme, de la migration et de la mondialisation sur la psychologie des femmes autour de le monde. Kurtis et Adams proposent de prendre en compte le contexte culturel afin d'affaiblir la part universelle de la psychologie. Grabe et Else-Quest introduisent le concept d'« intersectionnalité transnationale » . Kurtis et Adams soulignent que les personnes du « monde majoritaire » non occidental (zones où vit la majorité de la population mondiale) sont des ressources importantes qui peuvent aider à contrer les préjugés occidentaux et à réviser la théorie actuelle pour développer une science psychologique plus pluraliste. En 2015, un sommet est organisé par Machizawa, Collins et Rice pour développer davantage la « psychologie transnationale »,. Les participants appliquent des perspectives psychologiques transnationales à la recherche, à l'évaluation, aux interventions, à la migration, à la violence domestique, à l'éducation, à la carrière, à la traite des êtres humains, à la sexualité, à la pédagogie et à d'autres sujets en psychologie,,.

## Thérapie féministe
(août 2021).
Le contenu est difficilement compréhensible vu les erreurs de traduction, qui sont peut-être dues à l'utilisation d'un logiciel de traduction automatique.
La thérapie féministe est un type de thérapie fondée sur la visualisation des individus dans leur contexte socioculturel. Pour ce type de thérapie, les problèmes psychologiques rencontrés par les femmes et les minorités reflètent des problèmes structurels à plus petite échelle. Il est admis que les femmes sont plus fréquemment diagnostiquées avec des troubles d'intériorisation tels que la dépression, l' anxiété et les troubles de l'alimentation que les hommes . D'après les théoriciens féministes, ces troubles ne sont pas dus à de la faiblesse chez les femmes, mais aux pratiques sexistes dans notre culture. Une idée fausse commune est que les thérapeutes féministes ne se préoccupent que de la santé mentale des femmes. Bien qu'il s'agisse d'un élément central de la théorie féministe, les thérapeutes féministes sont aussi sensibles à l'impact des rôles de genre sur les individus, quel que soit leur sexe. Goldman déclare que lier la psychanalyse au féminisme est affirmer la reconnaissance de la sexualité comme prédominante dans la composition des femmes aussi bien que des hommes. Freud découvre que l'idéologie des hommes était imposée aux femmes afin de les réprimer sexuellement, reliant les sphères publiques et privées pour l'assujettissement des femmes[source insuffisante]. L'autonomisation du client (objectif de la thérapie) se manifeste : les thérapeutes évitent souvent de donner des diagnostics ou des étiquettes spécifiques et se concentrent plutôt sur les problèmes dans le contexte d'une culture sexiste. Les clients sont parfois entraînés à s'affirmer davantage et encouragés à comprendre leurs problèmes dans l'intention de changer ou de remettre en question leur situation . Les thérapeutes féministes considèrent le manque de pouvoir comme un problème majeur dans la psychologie des femmes et des minorités. Par conséquent, la relation client-thérapeute se veut égalitaire 
La thérapie féministe est différente des autres types de thérapie par son intégration du politique. Elle encourage le changement social et personnel afin d'améliorer l'état psychologique du client et de la société.

### Problèmes posés par les thérapies traditionnelles

#### Préjugés sexistes
De nombreuses thérapies traditionnelles supposent que les femmes doivent suivre des rôles sexuels afin d'être en bonne santé mentale. Celles-ci jugent que les différences entre les sexes sont biologiquement fondées et encouragent les clientes à être soumises, expressives et attentionnées afin de s'épanouir (Worell et Remer, 1992). La psychothérapie, pratique dominée par les hommes, soutient l'ajustement des femmes aux rôles de genre stéréotypés au lieu de la libération des femmes (Kim et Rutherford, 2015). Même si les thérapeutes suivent souvent ces préjugés involontairement (par exemple, en conseillant à une femme de devenir infirmière là où, à capacité égale, un homme serait orienté en médecine), les croyances et valeurs du thérapeute varient et font varier les objectifs des séances. L'inégalité entre genres et les restrictions sur les rôles sexuels sont perpétuées par la psychologie évolutionniste, mais nous pourrions comprendre le rôle du genre dans les communautés scientifiques en utilisant des stratégies de recherche féministes et en admettant les préjugés sexistes (Fehr, 2012).

#### Androcentrisme
Les thérapies traditionnelles sont fondées sur l'hypothèse d'une norme masculine. Les traits masculins sont considérés comme la valeur par défaut, et les traits masculins stéréotypés sont considérés comme plus valorisés (Worell & Remer, 1992 ; Hegarty & Buechel, 2006). Lors des comparaisons entre traits féminins et masculins, les traits masculins sont définis comme norme et les traits féminins, comme une déviance ou un écart par rapport à cette norme (Hegarty & Buechel, 2006).  Ce sont majoritairement des hommes qui écrivent au sujet de la psychologie des femmes, ce qui constitue un biais : les auteurs ne peuvent expérimenter ce dont ils traitent (Kim et Rutherford, 2015).

#### Hypothèses intrapsychiques
Les thérapies traditionnelles accordent peu d'importance aux influences sociopolitiques, se concentrant plutôt sur le fonctionnement interne du client. Ainsi, le client peut être blâmé alors qu'il subit une oppression (Worell et Remer, 1992). De plus, une réaction à une oppression peut être pathologisée (Goodman et Epstein, 2007).

### Principes d'autonomisation

#### Le personnel est politique
Ce principe découle de l'opinion selon laquelle les symptômes psychologiques sont causés par l'environnement. Le thérapeute a alors pour rôle la séparation de l'externe et de l'interne afin que le client puisse prendre conscience et agir de façon appropriée (Worrel & Remer, 1992). ). La position féministe, marginalisée, est exclue de la psychiatrie traditionnelle, et il existe une distribution des connaissances fondée sur le pouvoir, qui donne aux thérapeutes la possibilité d'étiqueter les troubles des femmes sans connaître leurs expériences vécues (Sawicki, 1991).
Les thérapeutes ne considèrent pas la cognition ou les comportements de leur client comme inadaptés (les symptômes de dépression ou de trouble de stress post-traumatique sont souvent considérés comme la réponse normale et rationnelle à l'oppression et à la discrimination) (Goodman et Epstein, 2007). 

#### Relations égalitaires
Les thérapeutes féministes considèrent les inégalités de pouvoir comme un facteur majeur contribuant aux luttes des femmes et, en tant que telles, critiquent le rôle traditionnel du thérapeute en tant que figure d'autorité. Les thérapeutes féministes pensent que les relations interpersonnelles doivent être fondées sur l'égalité et considèrent le client comme « l'expert » de ses propres expériences.Ils mettent l'accent sur la coopération et utilisent des techniques telles que la révélation de soi pour réduire la différence de pouvoir (Worrel et Remer, 1992).

#### Valorisation de la perspective féminine
Le but de la thérapie féministe est de revaloriser les caractéristiques et les perspectives féminines. Souvent, les femmes sont critiquées pour avoir enfreint les normes de genre, tout en étant dévalorisées si elles remplissent un rôle féminin. Afin de briser ce double frein, les thérapeutes encouragent les femmes à valoriser la perspective féminine et à se définir elles-mêmes et leurs rôles. Ce faisant, les clientes peuvent valoriser leurs propres caractéristiques, créer des liens avec d'autres femmes et adopter des traits qui avaient été auparavant découragés (Worrel et Remer, 1992).

### Technique

#### Analyse des rôles sexuels
La critique du conditionnement culturel appartient à la théorie de psychologie féministe (Ballou et Gabalac, 1985). Dès la naissance, les femmes apprennent quels comportements sont appropriés et s'exposent à des sanctions si elles ne se conforment pas. Ces stéréotypes de genre sont véhiculés, volontairement ou non, par la famille, les médias, l'école et le lieu de travail, et conduisent à des systèmes de croyances liés au genre et à des attentes auto-imposées (Worell et Remer, 1992).
La libération des femmes nécessite une étape préparatoire de compréhension du système social et de ses conséquences sur la santé mentale : les femmes s'efforcent d'identifier les messages genrés qu'elles ont reçus, ainsi que les conséquences. Ensuite, elles explorent la manière dont ces messages ont été intériorisés et décident quelles règles elles aimeraient suivre et quels comportements elles préféreraient changer (Worrel et Remer, 1992).

#### Analyse du pouvoir
Les systèmes de pouvoir sont des groupes organisés qui ont un statut légitimé, qui sont sanctionnés par la coutume ou la loi, qui ont le pouvoir de fixer les normes de la société. Dans la société occidentale, on attend des femmes qu'elles se conforment aux systèmes de pouvoir qui les placent comme soumises et inférieures aux hommes (Ballou & Gabalac, 1985). Les types de pouvoir comprennent la capacité juridique, physique, financière et institutionnelle d'exercer un changement. Souvent, les hommes contrôlent le pouvoir direct par des ressources concrètes, tandis que les femmes doivent utiliser des moyens indirects et des ressources interpersonnelles. De plus, les rôles sexuels et le sexisme institutionnalisé jouent un rôle dans la limitation du pouvoir des femmes (Worrel et Remer, 1992).
Ainsi, l'analyse du pouvoir représente une réponse féministe aux inégalités de pouvoir entre hommes et femmes (Worrel et Remer, 1992).

#### Formation à l'assertivité
Traditionnellement, l'affirmation de soi est un trait masculin. Les femmes n'apprennent que rarement à défendre leurs droits. Les thérapeutes féministes aident les femmes à distinguer les comportements assertifs des comportements passifs ou agressifs, à surmonter les croyances qui dictent aux femmes l'absence d'affirmation et à travailler leurs compétences d'affirmation de soi par le biais de jeux de rôle (Worrel et Remer, 1992).

### Application à d'autres théories

#### Thérapie cognitivo-comportementale
La plus grande critique féministe de la thérapie cognitivo-comportementale est que sa théorie ne se concentre pas sur la façon dont les comportements sont appris de la société (NetCE, 2014). Souvent, l'accent est mis sur l'encouragement des femmes à modifier leurs réponses « inadaptées » et à se conformer aux normes normatives. En imposant à la femme de changer ses pensées et ses comportements, au lieu de changer les facteurs environnementaux qui causent les problèmes, la théorie échoue à remettre en question les normes sociales qui tolèrent l'oppression des femmes (Brown et Ballou, 1992). Pourtant, les thérapeutes féministes utilisent des techniques cognitivo-comportementales pour aider les femmes à changer leurs croyances et leurs comportements, en particulier en utilisant des techniques telles que l'analyse des rôles sexuels ou la formation à l'affirmation de soi (Brown & Ballou, 1993 ; NetCE, 2014).

#### Thérapie psychanalytique
De nombreux concepts psychanalytiques sont considérés par les thérapeutes féministes comme sexistes et influencés culturellement (NetCE, 2014). Cependant, la psychanalyse féministe adapte de nombreuses idées de la psychothérapie traditionnelle, y compris l'accent mis sur les expériences de la petite enfance et l'idée de transfert. Les thérapeutes peuvent servir de figure maternelle (NetCE, 2014).

#### Thérapie systémique familiale
La principale critique de la thérapie des systèmes familiaux est l'approbation des déséquilibres de pouvoir et des rôles traditionnels de genre. Par exemple, les thérapeutes des systèmes familiaux réagissent souvent différemment aux hommes et aux femmes, par exemple en accordant plus d'importance à la carrière de l'homme ou en plaçant la responsabilité de la garde des enfants et des tâches ménagères sur la mère (Braverman, 1988).
Les thérapeutes féministes s'efforcent de rendre explicite la discussion sur les rôles de genre en thérapie, ainsi que de se concentrer sur les besoins et l'autonomisation de la femme dans sa relation (Braverman, 1988). Ils aident les couples à analyser les conflits à partir des rôles de genre. Ainsi, les relations égalitaires et l'affirmation des femmes sont encouragées (NetCE, 2014).

### Problèmes de base traités en thérapie

#### Viol/violence domestique
Une approche féministe pour faire face au viol ou à la violence domestique s'axe sur l'autonomisation. Les thérapeutes aident les clients à analyser les messages sociétaux sur le viol ou la violence domestique qui encouragent une attitude de blâme pour la victime, et tentent d'aider les clients à surmonter honte, culpabilité et auto-accusation. Souvent, les femmes ignorent les définitions juridiques de l'abus ou du viol et ne s'identifient pas immédiatement en tant que victimes (Worrel et 3Remer, 1992).
Les réactions des autres personnes face à la victime sont souvent dévalorisantes pour elle. Les thérapeutes peuvent les aider médicalement et juridiquement. À tout moment, bien que la sécurité soit la principale préoccupation, le thérapeute permet à la femme d'explorer ses choix possibles et de prendre ses propres décisions (par exemple, quitter la relation ou rester après une attaque) (Worrel et Remer, 1992).
Les femmes ne sont pas pathologisées, ses symptômes étant des réactions normales face à la violence. Le viol et la violence domestique ne sont pas considérés comme quelque chose dont on peut se remettre, mais comme des expériences que l'on peut intégrer dans l'histoire de sa vie à mesure que l'on restructure son estime de soi et sa confiance en soi (Worrel et Remer, 1992).

#### Orientation professionnelle
Le conseil d'orientation féministe a pour question centrale le choix professionnel. Les femmes sont plus susceptibles de gagner moins que les hommes et sont surreprésentées dans les professions de statut inférieur (Worrel et Remer, 1992). Plusieurs facteurs influencent cette trajectoire de carrière, notamment les stéréotypes sexistes qui attribuent des genres aux emplois. Les femmes sont souvent orientées vers des emplois relationnels, alors que les postes de direction sont réservés aux hommes (Worrel et Remer, 1992).
Le sexisme institutionnalisé dans le système éducatif détourne souvent les filles des mathématiques et des sciences. Les pratiques d'embauche discriminatoires reflètent aussi l'attitude selon laquelle les hommes devraient être le soutien financier de famille et les femmes sont un choix d'embauche plus risqué parce que leur travail sera perturbé une fois qu'elles auront des enfants (Worrel et Remer, 1992).
Ces messages sociétaux sont souvent intériorisés, ce qui a pour conséquence une confiance en soi et une estime de soi moindres, des niveaux inférieurs d'affirmation de soi et de volonté de négocier, et le syndrome de l'imposteur, où les femmes croient ne pas mériter le succès et ne devoir celui-ci qu'à la chance (Worrel & Remer, 1992).
Lorsque les femmes cherchent un emploi non traditionnel, elles sont placées dans une double contrainte, où elles sont censées être compétentes dans leur travail tout en demeurant féminines. Dans les domaines dominés par les hommes, il est difficile de réussir en tant que femmes (Howard, 1986).

## Thérapeutes féministes
(août 2021).
Le contenu est difficilement compréhensible vu les erreurs de traduction, qui sont peut-être dues à l'utilisation d'un logiciel de traduction automatique.
Les thérapeutes féministes travaillent avec des personnes de tous les genres. Les thérapeutes féministes s'intéressent au genre et à la façon dont les identités sociales multiples peuvent avoir un impact sur le fonctionnement d'un individu. Les psychologues ou thérapeutes qui s'identifient au féminisme, à la conviction  que les femmes et les hommes sont égaux et/ou à la théorie psychologique féministe peuvent se dire thérapeutes féministes. Acu 21e siècle, les programmes post-doctoraux de formations féministes sont rares, mais leur nombre est en progrès. 

### En français
- Estelle Bayon, Politiser la psychothérapie par une pratique située féministe, mémoire de D.U. Pratiques de genre, Université Paris Cité, 2024 (lire en ligne).
- David Fonte et Solveig Lelaurain, Épistémologies féministes et psychologie: savoirs situés, pratiques situées, Hermann, coll. « Psychanalyse en questions », 2024 (ISBN 979-10-370-3187-7)
- Stéphanie Pache, Politiser la psychologie. Histoire d'une théorie féministe de la pratique psychothérapeutique (États-Unis, 1960-2015), thèse de doctorat en médecine, Université de Lausanne, Faculté de biologie et médecine, 2015.

### En anglais
- Albrechtsen, J. (2015). “The Corruption of Feminism”, Policy 31(2): 3–6.
- Ali, A. (2002). “The Convergence of Foucault and Feminist Psychiatry: exploring emancipatory knowledge-building”, Journal of Gender Studies 11(3): 233–242. doi:10.1080/0958923022000021287
- Ballou, M., & Gabalac, N.W. (1985). A feminist position on mental health. Springfield, IL: Charles C Thomas.
- Braverman, L. (Ed.). (1988). A guide to feminist family therapy. New York, NY: Harrington Park Press
- Burack, C. (2002). IV. “Re-Kleining Feminist Psychoanalysis”, Feminism & Psychology, 12(1): 33–38. doi:10.1177/0959353502012001006
- Dane, G. (1994). “Hysteria as feminist protest: Dora, Cixous, Acker”, Women's Studies 23(3): 231.
- Fehr, C. (2012). “Feminist Engagement with Evolutionary Psychology”, Hypatia 27(1): 50–72. doi:10.1111/j.1527-2001.2011.01221.x
- Goodman, L.A., & Epstein, D. (2007). Listening to battered women: A survivor-centered approach to advocacy, mental health, and justice. Washington, DC: American Psychological Association.
- Gough, B. (2004). “Psychoanalysis as a resource for understanding emotional ruptures in the text: The case of defensive masculinities”, British Journal of Social Psychology 43(2): 245–67.
- Greenglass, E. (2005, March 1). Interview by A. Rutherford (Video Recording). Psychology's Feminist Voices Oral History and Online Archive Project. Toronto, ON.
- P. Hegarty et C. Buechel, « Androcentric reporting of gender differences in APA journals:1965-2004 », Review of General Psychology, vol. 10, no 4,‎ 2006, p. 377–389 (DOI 10.1037/1089-2680.10.4.377, S2CID 6221646, lire en ligne)
- Herman, Ellen (1995). “The Curious Courtship of Psychology and Women's Liberation”, chap. 10 of The Romance of American Psychology: Political Culture in the Age of Experts. Berkeley: University of California Press.
- Kim, S., & Rutherford, A. (2015). “From Seduction to Sexism: Feminists Challenge the Ethics of Therapist–Client Sexual Relations in 1970s America”, History of Psychology 18(3): 283–296. doi:10.1037/a0039524
- Maccoby, E. E., & Jacklin, C. N. (1974). The psychology of sex differences. Stanford, Cal: Stanford University Press.
- Mahoney, M. A. (1996). “The problem of silence in feminist psychology”, Feminist Studies 22(3).
- NetCE. (2014). “76881: An overview of feminist counseling”. Retrieved from https://www.netcegroups.com/coursecontent.php?courseid=1031
- M Walker, « What's a feminist therapist to do? Engaging the relational paradox in a post-feminist culture », Women & Therapy, vol. 34, nos 1–2,‎ 2011, p. 38–58 (DOI 10.1080/02703149.2011.532689, S2CID 144605860)
- Worell, J., & Remer, P. (1992). Feminist perspectives in therapy: An empowerment model for women. Chichester: John Wiley & Sons.